# La Crèche
La Crèche är en kommun i departementet Deux-Sèvres i regionen Nouvelle-Aquitaine i västra Frankrike. Kommunen ligger i kantonen Saint-Maixent-l'École 1er Canton som tillhör arrondissementet Niort. År 2022 hade La Crèche 5 681 invånare.

## Befolkningsutveckling
Antalet invånare i kommunen La Crèche
| Referens: INSEE |